# NGC 71
NGC 71 este o galaxie lenticulară localizată în constelația Andromeda, membră a grupului NGC 68. A fost descoperită în anul 1855 de către R. J. Mitchell, și observată în anul 1865 de către Heinrich d'Arrest. NGC 71 măsoară în jur de 110.000-130.000 ani-lumină, cea ce o face să fie puțin mai mare decât Calea Lactee. De asemenea, este și a doua cea mai mare galaxie din grupul NGC 68, după galaxia spirală NGC 70.